# نامه در باب اومانیسم
نامه ای درباره اومانیسم (آلمانی: Über den Humanismus) به نامه مشهوری که مارتین هایدگر در دسامبر ۱۹۴۶ در پاسخ به مجموعه سوالات ژان بوفرت (۱۰ نوامبر ۱۹۴۶) درباره توسعه اگزیستانسیالیسم فرانسه نوشت، اشاره دارد. هایدگر نامه را برای چاپ در سال ۱۹۴۷ دوباره تنظیم کرد. او در این نامه از موقعیت سارتر و به طور کلی اگزیستانسیالیسم فاصله گرفت.

## محتوا
سارتر، که عموماً به عنوان نادرست خواندن هایدگر شناخته می شود (شناختی که در مقاله هایدگر "نامه ای در مورد اومانیسم" که به آدرس معروف سارتر پاسخ می دهد، اگزیستانسیالیسم یک اومانیسم است، تائید می شود)، تلاش می کند مفهوم آزادی خود را از لحاظ هستی شناختی با تمایز بین "بودن-به-خودی-خود" و "بودن-برای-خود" شرح دهد.

در نامه ای درباره اومانیسم، هایدگر از وجود گرایی سارتر انتقاد کرد:
اگزیستانسیالیسم می گوید وجود بر ماهیت مقدم است. در این گفته او موجودات و ضروریات را با توجه به معنای متافیزیکی آنها در نظر می گیرد، که از زمان افلاطون به بعد گفته است که ضرورت مقدم بر هستی است. سارتر این جمله را معکوس می کند. اما با معکوس کردن گزاره متافیزیکی، همچنان یک جمله متافیزیکی باقی می ماند. با آن، او در فراموشی حقیقت هستی، با متافیزیک باقی می ماند.

## ترجمه به فارسی
این اثر، توسط عبدالکریم رشیدیان، در کتاب "از مدرنیسم تا پست مدرنیسم" به عنوان "نامه درباره‌ی انسان‌گرایی" به فارسی ترجمه شده.
از این اثر، ترجمه ی دیگری هم تحت عنوان "نامه‌ای در باب انسان‌گرایی" ، توسط ابراهیم علی‌پور موجود است. 